# جاكي دي كالوي
جاكي دي كالوي هو مدرب كرة قدم ولاعب كرة قدم بلجيكي في مركز الدفاع، ولد في 6 مارس 1934 في بروج في بلجيكا، وتوفي بنفس المكان في 20 سبتمبر 2021. لعب مع سيركل بروج.